# Little League Baseball: Championship Series
Little League Baseball Championship Series is een computerspel dat werd ontwikkeld en uitgegeven door SNK. Het spel kwam in 1990 uit voor het platform Nintendo Entertainment System. Het spel is een sportspel waarmee de speler honkbal kan spelen. De speler kan uit zestien teams kiezen, waarvan acht nationaal en acht uit Azië en Europa. Als het spel met een persoon wordt gespeeld tegen de computer speelt men een internationaal toernooi en bij twee spelers speelt men een internationale wedstrijd van zes 'innings' exclusief de extra 'innings'. Het scherm 'Power Analysis' laat de speler zien hoe goed zijn aanval en defensie is. Elke speler is ingedeeld tussen slecht (1) en perfect (5). Het spel heeft dezelfde engine als Baseball Stars. Ook is het mogelijk eigen spelers te maken. Het perspectief van het spel wordt getoond in de derde persoon.

## Ontvangst
| Beoordeeld door | Jaar | Score |
| --------------- | ---- | ----- |
| Nintendojo      | 2003 | 95%   |
| AllGame         | ?    | 60%   |